# ビーマ
ビーマ（Bhīma, 梵: भीम）は、インドの叙事詩『マハーバーラタ』に登場する英雄。パーンダヴァ五王子の1人で次男。クル王パーンドゥの第1王妃クンティーが風神ヴァーユとの間にもうけた子。ユディシュティラ、アルジュナ、ナクラ、サハデーヴァと兄弟。五兄弟共通の妻ドラウパディーとの間にスタソーマ、カーシー国の王女バランダラーとの間にサルヴァガ、そして羅刹女ヒディンバーとの間にガトートカチャをもうけた。
幼少の頃から超人的な怪力の持ち主で、棍棒、拳闘に優れた才能を発揮し、叙事詩では大英雄アルジュナにひけをとらない活躍をする。カウラヴァの中心的人物で魔神カリの化身とされるドゥルヨーダナを宿敵とし、クルクシェートラの戦いでこれを倒す。一万頭の象に等しい腕力の持ち主とされ、インドでは今日、怪力の持ち主を俗にビーマと呼ぶ。
「ビーマ」はサンスクリット語で「恐るべき男」を意味する。別名ビーマセーナ（「恐るべき軍勢を持つ男」、梵: भीमसेन）、ヴリコーダラ（「狼の腹（食欲）を持つ男」、梵: वृकोदर）ともいう。大食漢であり、パーンダヴァ五兄弟が家族で配分した施食のうち、全体の半分をビーマが食べていた。

## 誕生と成長
パーンドゥとマードリーの死後、残された王妃クンティーは息子たちを連れて、クル国の都ハースティナプラに身を寄せた。ビーマは他の五兄弟と共に、クルの王子たちの教師であるクリパやドローナの指導を受けた。ビーマとドゥルヨーダナは、特に棍棒の技術に優れていた。
ビーマは幼少のころから、ドゥルヨーダナと対立関係にあった。五王子は、従兄弟のカウラヴァ百王子とさまざまな遊戯や競争を行って育ったが、ビーマは常に苦もなく従兄弟たちを打ち負かした。繰り返し圧倒されたことで、ドゥルヨーダナはビーマの力を嫉み、彼を何度も謀殺しようと企てた。ある時は、酒または毒を飲ませて眠らせたビーマを縄で縛り急流に突き落とした。ある時は、眠るビーマを毒蛇たちに咬ませた。ある時は、ビーマの食物に猛毒を盛った。だが、頑強なビーマに毒蛇の牙は通じず、猛毒をも消化してしまった。
ドゥルヨーダナは相談役のプローチャナに命じて、ヴァーラナーヴァタの都にラックなどの燃えやすい材料で家を建てさせ、パーンダヴァを生きたまま焼き殺そうとした。しかし叔父ヴィドゥラからの事前の忠告によって、パーンダヴァはラックの家から脱出した。このときビーマは、眠気と疲労に苦しむ他の兄弟と母クンティーを運び、風のように駆けた。

## 結婚と家族
ラックの家の事件の後、パーンダヴァと母クンティーは、ドゥルヨーダナの謀殺を危惧して、隠れ棲むことにした。
パーンダヴァ兄弟が森で眠っている間、ラークシャサ・ヒディンバが妹のヒディンバと共に彼らの前に現れました。ヒディンバは彼らを食べようとし、妹に先に食べさせようとしましたが、ビーマに恋をし、夫となるよう頼みました。ビーマは自分を裏切った妹を殺そうとするヒディンバを殺し、ユディシュティラのとりなしに従ってヒディンバーの命は奪わず、彼女と結婚して息子ガトートカチャをもうけた。
ビーマはまた、エーカチャクラーの都に隠れ棲んでいる時、人身御供と食物を要求していた羅刹バカを殺し、都の人々を救った。
パンチャーラ王ドルパダの娘ドラウパディーの婿選式（スヴァヤンヴァラ）で、アルジュナが花嫁を勝ち取った。ドラウパディーは数奇な経緯（詳細はドラウパディーを参照）により、五兄弟の一妻多夫の妻となった。

## 世界制覇
パーンダヴァがドリタラーシュトラ王に領地を与えられ、インドラプラスタの都を築いた後、ビーマはマガダ王ジャラーサンダを殺した。ジャラーサンダは諸王を悩ませる強力な王であり、ユディシュティラが皇帝即位式（ラージャスーヤ）を催すにあたり大きな障壁だった。
クリシュナとアルジュナとビーマはマガダ国に向かい、ジャラーサンダに決闘を挑み、ジャラーサンダはビーマを相手に選んだ。二人は素手で格闘を繰り広げ、戦いは十四日間に及んだ。クリシュナの助言のもと、ビーマは両腕でジャラーサンダの背骨を砕いて殺した。
その後、ユディシュティラはインドラプラスタの王として皇帝即位式（ラージャスーヤ）を催し、四人の弟を四つの方角に遣わした。ビーマは東方に派遣され、ダシャールナ王スダルマンやアンガ王カルナなどの東方の諸王を、単独で撃破した。

## 放浪の旅路
放浪の旅路のなか、ビーマは、かつて殺した羅刹バカの兄弟であるキルミーラや、パーンダヴァの武器を盗もうとした羅刹ジャタースラなど、羅刹の襲撃に対して戦った。
またあるとき、ドラウパディーは美しいサウガンディカの花を見て、花を集めてくれるようビーマに頼んだ。ビーマは愛する妻のため、花を求めて森を進み、道に寝ている猿と出会った。ビーマが道を譲るように言うと、猿は「私は老いて起き上がる力がない。私の尾を持ち上げて通るがいい」と答えた。しかしビーマの怪力をもってしても、猿の尾を持ち上げることはできなかった。猿は自分の正体がハヌマーンであることを明かし、ビーマを祝福して、道を通した。
ビーマはさらに森を進み、財主クベーラの庭園に辿り着き、その場を守るクローダヴァシャという十万の羅刹を戦って退けた。羅刹たちがクベーラに敗走を報告すると、クベーラは笑ってビーマの行為を許し、望むままにサウガンディカの花を摘ませた。
放浪の最後の一年間、ビーマは兄弟と妻と共にマツヤ国で過ごした。彼はバッラヴァという名の料理人に変装して、ヴィラータ王に仕えた。梵天の大祭が催された時、ジームータという格闘士が、競技場で他の格闘士を圧倒した。ビーマはヴィラータ王に命じられて彼と戦い、見事に撃破した。
マツヤ国の将軍キーチャカは、召使い（サイランドリー）に変装したドラウパディーに邪な愛欲を抱き、性交を強要したうえ、逃げ出した彼女を足蹴にした。ドラウパディーの訴えを聞いたビーマは、妻に成りすまして寝台に身を潜め、呼び出されたキーチャカを殺して、彼の頭と両手両足を胴体の中に押し込み、肉団子のようにした。

## クルクシェートラの戦い
クルクシェートラの戦いの中、ビーマは骰子賭博の場で妻に暴虐な行為をしたドゥルヨーダナとドゥフシャーサナをはじめ、カウラヴァ百王子を一人で殺し尽くした。ビーマの戦車の御者はヴィショーカであり、旗標は瑠璃の眼を持つ銀製の巨大な獅子だった。彼の弓はヴァーヤヴィヤという名、法螺貝はパウンドラという名だった。彼の棍棒は、マーンダートリ王がビンドゥサラス湖に安置したもので、十万の棍棒に匹敵する武器だった。
骰子賭博の際に、ドゥフシャーサナは、月経中だったドラウパディーの髪を掴んで集会場にむりやり連行したうえ、衣を剥ぎ取ろうとするという陵辱行為をした。憤怒したビーマは、彼の胸を裂いて血を飲むという誓いを立てた。カルナが総大将としてカウラヴァ軍を率いている時、ビーマは誓いを果たし、ドゥフシャーサナの血を飲んだ。
ドラウパディーへの上述の陵辱が振るわれた時、首謀者であるドゥルヨーダナは自分の衣服をめくって左腿を見せるという卑猥なジェスチャーをした（左腿は恋人を座らせる場所であり、右腿は子供を座らせる場所であることから、性的な含意のある行為である）。ビーマは、棍棒で彼の腿を砕くという誓いを立てた。戦争の最後、ドゥルヨーダナは運命を賭した一騎討ちの相手にビーマを選んだ。棍棒での決戦において、ドゥルヨーダナが優勢となったが、クリシュナの指示により誓いを思い出したビーマは、誓いの通りにドゥルヨーダナの腿を砕き、頭を足で踏みつけた。ビーマとドゥルヨーダナの棍棒の師であるバララーマは、臍の下を攻撃することは聖典に反すると叱責した。

## 戦後と晩年
戦後、カウラヴァ百王子の父ドリタラーシュトラは、ビーマが息子を皆殺しにしたことへの怒りを抑えきれず、抱擁に見せかけてビーマを殺そうと考えた。それを察していたクリシュナは、鉄製のビーマの像を身代わりにして、ドリタラーシュトラの前に置いた。ドリタラーシュトラは怪力で鉄の像を砕いたが、ビーマを殺したと思うや、たちまち後悔した。ビーマが生きていることを知ると、あらためて心から甥を抱擁した。
クリシュナの死後、パーンダヴァとドラウパディーは王国を後継者パリークシットたちに譲り渡し、最後の旅に赴いた。ヒマヴァットを越えて進んで行く内に、一行は一人ずつ倒れ脱落していく。ビーマは「なぜ正しい行いの者たちがこのように倒れるのか」と問い、ユディシュティラは「正しい行いの者たちでも何らかの誤りを犯していた、その果報である」と答えていく。ついにビーマ自身も倒れ、ユディシュティラはそれを大食と怪力への驕りの果報であると説く。
倒れた後、ビーマは他の兄弟や妻と共に天界に昇った。